# Jamie Miller (cantante)
Jamie Miller (Cardiff, 9 settembre 1997) è un cantautore e compositore britannico.

## Biografia
Miller è nato a Cardiff, nel Galles, con sua madre, suo padre e due sorelle e ha iniziato a cantare alle elementari.

## Discografia

### EP
- 2022 – Broken Memories[2]
- 2023 – The Things I Left Unsaid

### Singoli
- 2020 – The City That Never Sleeps[3][4]
- 2020 – All I Want for Christmas Is You
- 2020 – Onto Something[5][6]
- 2021 – Hold You 'Til We're Old[7]
- 2021 – Here's Your Perfect[8][9][10][11][12]
- 2021 – Running Out of Roses (con Alan Walker)
- 2022 – I Lost Myself In Loving You[13]
- 2022 – Last Call
- 2023 – Maybe Next Time
- 2023 – No Matter What
- 2023 – Empty Room
- 2023 – Have Yourself A Merry Little Christmas

### Colonne sonore
- 2023 – Wishes (per Snowdrop)